# Lucyna Brusikiewicz
Lucyna Brusikiewicz (ur. 4 maja 1963) – polska aktorka teatralna i filmowa.

## Życiorys
Brusikiewicz urodziła się w rodzinie aktorskiej. Jej rodzicami byli Lidia Korsakówna oraz Kazimierz Brusikiewicz.
W branży aktorskiej zadebiutowała jako mała dziewczynka. Szczególną rozpoznawalność przyniosła jej rola Luci Elzonowskiej w filmie Jerzego Hoffmana – Trędowata.
Na początku lat 90. podjęła nagłą decyzję przeprowadzki do Stanów Zjednoczonych, co było spowodowane wykrytą wadą genetyczną u jej syna Roberta oraz koniecznością bardzo kosztownego leczenia i rehabilitacji.

## Nagrody i wyróżnienia
W 2011 roku została odznaczona tytułem honorowej obywatelki Warszawy.

## Filmografia
- 1974: Zaczarowane podwórko
- 1976: Trędowata – Lucia Elzonowska
- 1977: Lalka – Felicja Janocka
- 1978: Rodzina Leśniewskich – Agata
- 1980: Ciosy – młoda Teresa Przewłocka
- 1984: Ultimatum – Grażyna Michejko
- 1984: Pobojowisko – żona Piotrowskiego
- 1987: 07 zgłoś się – Beata, była dziewczyna Coca Coli
- 1988: W labiryncie
- 1990: Napoleon – Agata

### Polski dubbing
- 1958-1962: Miś Yogi – Bubu (pierwsza wersja dubbingu)
- 1971-1972: Pebbles i Bamm-Bamm – Penny Pillar
- 1972: Tomcio Paluch – Królewna Rosemonde
- 1986: Czarodziejski las – Pałeczka